# 邵美君
邵美君（英語：Luna Shaw，綽號阿君、君仔，1973年5月2日—），香港著名舞台劇演員；風車草劇團創辦人之一，與梁祖堯、湯駿業於2003年創辦風車草劇團，任職藝術總監及演員。

## 簡歷
邵美君曾就讀沙田蘇浙公學，香港演藝學院戲劇學院高級文憑課程1999年畢業生，主修表演。曾在「香港舞台劇獎」九次贏得演出獎，是獲得演出獎次數最多的演員，包括四次最佳女主角獎，五次最佳女配角獎，亦為首名贏得全部四項個人演出獎項（悲／正劇和喜／鬧劇的主角和配角獎）的演員。2003年她跟湯駿業、梁祖堯創辦「風車草劇團」。
家中排行第七，其兄為香港的同志運動工作者邵國華，其姊為電視台編審邵麗瓊，邵美君於2006年與馮偉新舉行婚禮，育有一子。2018年1月28日與舞台劇演員盧富泰 (藝名陳嬌) 在香港嘉里酒店註冊成為夫妻。
2014至2018年任香港演藝學院戲劇學院Artist-in-Residence （駐校藝術家），現於香港浸會大學人文及創作系任教戲劇理論與實踐之課程，積極從事劇場教育工作。

## 舞台演出

### 風車草劇團
- 2025年          《偷偷記得》 《Di-Dar·Comeback》 《亞娜2.0》倫敦站 《亞娜2.0》
- 2024年        《餐廳》 《Di-Dar》 《亞娜》
- 2023年        《忙與盲的分離時代》(聯合編劇) 《三聖邨的Little Mermaid》 《網上寂播》(聯合創作、主演及聯合導演)
- 2019、2021及2022年   《回憶的香港》 2023年    《回憶的香港》倫敦站
- 2022年              《有人出租》《隔離童話集》
- 2021年              《通菜街喪屍戰(加料版)》《孿孿成人禮》(主演及導演) 《通菜街喪屍戰》
- 2020年              《新聞小花的告白2 白屋之夏》《風車草劇讀會》
- 2017-2019年         《這一夜聽我們說故事》
- 2019年              《尋常心》 《公路死亡事件》
- 2018年              《攬炒愛情狂》 《新聞小花的告白》 《哈雷彗星的眼淚》
- 2017年              《大汗推拿》
- 2016年              《北極光之戀》 《葳潔與碧連》 《阿晶想旅行》(主演及聯合導演、聯合編劇)
- 2015年              《忙與盲的奮鬥時代》(聯合編劇) 《超級媽媽超級市場》 《愛與人渣》
- 2014年              《深夜猛鬼食堂》 《求証》
- 2014及2013年        《Avenue Q》
- 2013年              《屈獄情》
- 2012年              《廚師J與侍應F》
- 2011及2012年        《I Love You Because》
- 2011年              《在那遙遠的星球．一粒沙》
- 2010年              《柯迪夫》 《孔雀男與榴槤女》 《小心!枕頭人》
- 2009年              《影子盒》
- 2007及2008年        《穿紅靴的貓》(主演、作曲填詞、編劇及導演)
- 2005、2006及2009年  《你咪理，我愛你，死未！》
- 2004年              《風吹憂愁散》
- 2003年              《月映寒松》

### 其他劇團演出
- 2024年             La boite 《未來開箱》
- 2019至2020年       香港話劇團x演戲家族 《四川好人》
- 2019年             天邊外劇場 《半入塵埃》
- 2015年及2018年     詩人黑盒劇場 《香港式離婚》
- 2018年             劉銘鏗創作-立體書故事劇場 《不太完整的棲息在大地》
- 2017年             W創作社 《下一秒我就憎你》
- 2008,2009,2011,2013,2015及2017年  W創作社x風車草劇團 《小人國》第一至六集
- 2016年             W創作社 《三日月》 《味之素》
- 2014年             W創作社 《男男女女男》 《修羅場》
- 2013年及2011年     W創作社 《愛是雪》 (主演及聯合導演)
- 2013年             香港藝術節 《屠龍記》
- 2012年             致群劇社 《中環遇見兩生花》
- 2012年             進劇場 《玩偶之家》
- 2012年             進劇場x風車草劇團 《CRAVE 狂情》
- 2012年             香港藝術節 《示範單位》
- 2010年及2012年     香港藝術節 《香港式離婚》
- 2011年             新域劇團 《遺禍人間》
- 2010年及2009年     W創作社 《戀愛總是平靜地意外身亡》
- 2010年             新域劇團 《人間往事》
- 2009年             英皇娛樂 《星爸亞爸》
- 2004，2006及2008年 W創作社 《攣到爆》
- 2006年             W創作社 《Empty》
- 2006年             新域劇團 《大汗推拿》
- 2005年             W創作社 《你今日拯救咗地球未呀?》
- 2005年             普劇場 《蛋散與豬扒2 - 駱駝男》
- 1997及2004年       新域劇團 《雞春咁大隻蟑螂兩頭岳》
- 2001及2004年       新域劇團 《在天台上冥想的蜘蛛》
- 2004年             劇場組合x新域劇團 《虎鶴雙形》
- 2003年             新域劇團 《龍頭》
- 2002年             演戲家族 《蛋散與豬扒》 《K 城》(音樂劇)
- 1999及2000年       新域劇團《三姊妹與哥哥和一隻蟋蟀》

## 聲音演出
- 2006年 動畫電影《反斗車王》香港版本 Kori Turbowitz一角配音
- 2007、2010及2014年 《風車草Subedowa音樂會》
- 2008年 香港電台Tee Power《「自己人」攣直共融廣播劇系列—「火星人」》聲演Cresent及演唱主題曲「看星」
- 2009年 動畫電影《超級零零狗》香港版本 有待確認一角配音
- 2010年 動畫電影《壞蛋獎門人》香港版本 Justin's Mother一角配音
- 2010年 動畫電影《魔髮奇缘》香港版本 Mother Gothel一角配音及演唱
- 2011年 《趙增熹分子音樂盛宴》
- 2012 動畫電影《無敵破壞王》 香港版本  Sergeant Tamora Jean Calhoun一角配音
- 2012年 動畫電影《綠野仙生》香港版本 Mrs. Wiggins一角配音及演唱
- 2014年 動畫電影《大英雄聯盟》 香港版本 Cass 一角配音
- 2015年 動畫電影《仙履奇緣》香港版本 Lady Tremaine一角配音
- 2015年 動畫電影《迷你兵團》香港版本 Madge Nelson一角配音
- 2016年 動畫電影《優獸大都會》香港版本 Bonnie Hopps一角配音
- 2016年 動畫電影《魔海奇緣》香港版本 Sina一角配音
- 2017年 動畫電影《玩轉極樂園》香港版本 Mamá Imelda一角配音
- 2018年 動畫電影《無敵破壞王2》 香港版本Sergeant Tamora Jean Calhoun一角配音
- 2020年 高世章《我們的音樂劇》香港原創音樂劇音樂會
- 2020年 動畫電影《½的魔法》香港版本 Specter 一角配音
- 2020年 動畫電影《靈魂奇遇記》香港版本 Terry 一角配音
- 2021年高世章《我們的音樂劇Reimagined》香港原創音樂劇音樂會
- 2021年 動畫電影《魔龍王國》香港版本 Virana 一角配音
- 2021年 動畫電影《奇幻魔法屋》香港版本 琵琶·魔力高 一角配音
- 2021年 動畫電影《一家人大戰機械人》Netflix香港版本 Linda Mitchell 一角配音
- 2022年 動畫電影《熊抱青春記》香港版本 Ming Lee 一角配音
- 2022年 動畫電影《光年正傳》香港版本 Alicia Hawthorne 一角配音
- 2023年 動畫電影《元素大都會》香港版本 驚雲姐 一角配音
- 2024年 動畫電影《魔海奇緣2》香港版本 Sina一角配音
- 2024年 動畫電影《獅子王：木法沙》香港版本 愛詩 一角配音

## 影視演出
- 2001年  電影《地久天長》 飾 何姑娘
- 2007年  電影《戲王之王》 飾 銅鑼灣被偷了錢包者的妻子
- 2010年 MV張敬軒《P.S. I love you》 [4]
- 2015年 微電影《靈魂相認》 飾 李太  [5]
- 2020年 ViuTV劇集《歎息橋》飾 胡彩雲
- 2020年 ViuTV選秀節目《全民造星III》（第27－30集）第四輪比賽評判之一
- 2023年 電影《填詞L》飾 羅媽
- 2023年 電影《年少日記》飾 蝦姐
- 2024年 電影《盜月者》飾 紅姐
- 2024年 電影《從今以後》飾 Yvonne
- 2025年 香港電台電視節目《照顧者們》第三集「百歲回眸」飾 照顧者[6]

## 獎項
- 第11屆香港舞台劇獎 最佳女配角 (喜劇/鬧劇) （演戲家族《蛋散與豬扒》）(2002年)
- 第14屆香港舞台劇獎 最佳女配角(喜劇/鬧劇)（劇場組合與新域劇團《虎鶴雙形》）(2005年)
- 第15屆香港舞台劇獎 最佳女配角 (悲/正劇)（W創作社《你今日拯救咗地球未呀?》）(2006年)
- 第19屆香港舞台劇獎 最佳女配角 (悲劇/正劇) （風車草劇團《影子盒》) (2010年)
- 第21屆香港舞台劇獎 最佳女主角 (喜劇/鬧劇) （W創作社《愛是雪》) (2012年)
- 第24屆香港舞台劇獎 最佳女配角 (悲劇/正劇)  (W創作社《修羅場》) (2015年)
- 第26屆香港舞台劇獎 最佳女主角 (喜劇/鬧劇) （風車草劇團《北極光之戀》) (2017年)
- 第11屆香港小劇場獎【優秀女演員】（2018-2019）劇目《半入麈埃》
- 第29屆香港舞台劇獎 最佳女主角 (悲劇/正劇) (香港話劇團、演戲家族《四川好人》) (2020年)
- 第33屆香港舞台劇獎 最佳女主角 (喜劇/鬧劇) （風車草劇團《Di-Dar》) (2025年)

## 指導
- 2022年 電影《毒舌大狀》為女主角王丹妮擔任戲劇指導
- 2024年 香港演藝學院戲劇學院演藝學院《深閨大宅》導演

## 外部連結
- 風車草網頁 （页面存档备份，存于）
- 《下一秒我就憎你》演員篇
- 《哈雷彗星的眼淚》演員篇：邵美君
- 邵美君 （页面存档备份，存于）
- 邵美君 Shaw Mei-kwan 《一個邀請：人約吉場後》 （页面存档备份，存于）
- 邵美君直言：「不再是花旦」 （页面存档备份，存于）